# 爱的药
《爱的药》（英語：Love Medicine）是一本美国小说。它是由美国印第安作家路易丝·厄德里奇所著，讲述了三代印第安家庭的故事。书开始时在1934年，跨三代到八十年代初，是美国近代文学界中的一部代表作。

## 主要人物
玛丽·凯斯珀（Marie Kashpaw）
耐克特的妻子，生了五个孩子，曾经当过修女。
耐克特·凯斯珀（Nector Kashpaw）
印第安地的首領，也是玛丽的丈夫，但一直喜欢露露，并與露露谈过五年婚后恋，生有一子。
露露（Lulu）
跟五个不同男子生了六个小孩，離了四次婚，一直喜欢耐克特。